# Les Faux Tatouages
Pour plus de détails, voir Fiche technique et Distribution.
Les Faux Tatouages est un film québécois réalisé par Pascal Plante, sorti en 2017.

## Synopsis
À la suite d'un concert punk rock, Théo, un garçon seul et plutôt renfermé, à la veille de ses 18 ans, est abordé dans un restaurant par Mag, une fille qui s'intéresse au faux tatou qu'il porte au bras. Après avoir discuté de tatouages et de leurs goûts musicaux, elle l'invite à coucher chez elle. Ainsi débute une nouvelle idylle entre les deux jeunes. Mais il y a une ombre au tableau à la poursuite de cette relation : Théo déménage dans deux semaines à La Pocatière à 4 heures de route.

## Fiche technique
- Titre original : Les Faux Tatouages
- Réalisation : Pascal Plante
- Scénario : Pascal Plante
- Musique : Dominique Plante
- Direction artistique : Samuel B. Cloutier
- Costumes : Alexandra Bégin
- Maquillage : Patricia Lapointe
- Photographie : Vincent Allard
- Son : Laurent Bédard
- Montage : Pascal Plante
- Production : Katerine Lefrançois
- Société de production : Némésis Films
- Sociétés de distribution : Maison 4:3
- Pays de production :  Canada
- Langue originale : français
- Format : couleur
- Genre : chronique sentimentale
- Durée : 87 minutes
- Dates de sortie :
  - Canada : 30 septembre 2017  (Festival international du film de Vancouver)
  - Canada : 9 octobre 2017  (Festival du nouveau cinéma de Montréal)
  - Canada : novembre 2017  (Festival international du cinéma francophone en Acadie)
  - États-Unis : 21 janvier 2018  (Festival du film Slamdance (en))
  - Allemagne : février 2018  (Berlinale)

## Distribution
- Anthony Therrien : Théo
- Rose-Marie Perreault : Mag
- Lysandre Nadeau : sœur de Théo
- Brigitte Poupart : mère de Théo
- Nicole-Sylvie Lagarde : mère de Mag
- Léona Rousseau : Safia
- Rémi Goulet : Kev
- Lauren Mallais-DeLuca : Sarah
- Anyjeanne Savaria : Aqua
- Maxime-Olivier Potvin : Taz
- Bryan Vigneault : guitariste au feu
- Francis Dandurand : joueur d'harmonica au feu
- Hannah Forest Briand : fille au feu
- Gilbert Anctil : tatoueur

## Distinctions

### Récompenses
- Festival du nouveau cinéma de Montréal 46e édition (2017) :
  - Grand prix focus Québec/Canada
- Vancouver Film Critics Circle 2018 :
  - Prix du Meilleur scénario pour un film canadien[1]
- Festival du film Slamdance (en) 2018 :
  - Mention d'honneur

### Nominations
- 20e gala Québec Cinéma (2018) :
  - Prix Iris de la révélation de l'année pour Rose-Marie Perreault[2],[3]